# Bathythrix pimplae
Bathythrix pimplae är en stekelart som beskrevs av Howard 1897. Bathythrix pimplae ingår i släktet Bathythrix och familjen brokparasitsteklar. Inga underarter finns listade.